# بلانش ويلر ويليامز
كانت بلانش ويلر وليامز (9 كانون الثاني 1870 – 9 كانون الأول 1936) عالمة آثار ومعلمة اشتهرت بعملها في برزخ هييرابيترا واكتشافاتها في غورنيا مع زميلتها هارييت بويد هاوز. تلقت ويليامز تدريبها في كلية سميث، وعملت كمدرّسة في مدرسة عمتها الإعدادية حتى قامت باكتشاف حفريات في جزيرة كريت في عامي 1900 و1901. تزوجت ويليامز عام 1904 ولم تعد إلى الميدان بعد مساهمتها في بيانٍ عام 1908، كما كتبت سيرة عمتها الذاتية وساعدت زوجها في تأليف كتاب رحلات.

## حياتها المبكرة
ولد ويليامز في التاسع من شهر كانون الثاني عام 1870 في كونكورد ضمن ولاية ماساتشوستس، وكان اسمها بلانش إيميلي ويلر. ويعود أسلافها إلى مستوطنة بليموث والمستوطنين الأوئل في نيو انجلاند. كانت ويليامز على اتصال وثيق بجدتها في شبابها، حيث عرّفتها الأخيرة على أبرز المثقفين في تلك الفترة كـ رالف والدو إمرسون وهنري ديفد ثورو وآموس برنسون ألكوت. تخرجت ويليامز من كلية سميث في عام 1892، حيث درست الفن القديم وعلم الآثار واللغتين اليونانية واللاتينية والرسم. كما صادقت هارييت بويد هناك، والتي أصبحت صديقتها المقربة وزميلتها في علم الآثار.

## مهنتها
قامت وليامز بتدريس اللغات اللاتينية واليونانية والإنجليزية خلال العقد التالي لعملها في مدرسة ويلر الإعدادية التابعة لعمتها في بروفيدنس في رود آيلاند. كما أجرت جولات في أوروبا مع طلابها، كما حصلت على إجازات متعددة من العمل. وبين عامي 1898 و1899، سافرت ويليامز عبر اليونان وإيطاليا مع صديقتها بويد وزميلٍ لها خريّج جامعة سميث.
في العام التالي، اكتشفت بويد مقبرة خلية نحل نقية من العصر البرونزي في كافوسي ضمن جزيرة كريت، وعرضتها لاحقاً على المعهد الأثري الأمريكي، مما دفع الجمعية الأميركية للاستكشاف لتمويل عمليات التنقيب التي تلت ذلك في عامي 1901 و1903. انضمت ويليامز إلى بعثة بويد الاسكتشافية التي غادرت موقع كافوسي متجهة إلى شرق أفجو بحثاً عن قصر أثري لمنافسة تلك التي عُثر عليها في كنوسوس وفايستوس. وبموجب تدريبهما، أجرت بويد العمل الميداني باستخدام الحُفر التجريبية وأخذ القياسات، بينما رسمت ويليامز الخرائط والاكتشافات. أجلت بويد أعمال الحفر والتنقيب بسبب أمطار الربيع، كما كانت الحفريات خالية من الأحداث المهمة. وبعد سماع نصيحة من مزارع محلي، بدأت البعثة عمليات الحفر في غورنيا واكتشفت مجمعاً غارقاً في القدم يعود للحضارة المينوسية. إن اكتشافهم لبقايا مزهرية وأدوات برونزية قد أفسح المجال لمزيد من الاكتشافات المعمارية، كجدران المنزل والطريق المعبد. فأخبروا الجمعية الأمريكية للاستكشاف عن أعمال التنقيب والاكتشافات التي توصلوا إليها، فنمت القوى العاملة لديهم من 40 عاملاً إلى 110 في الأسبوع، مما زاد من تعقيد عملية الحفر التي أشرفت عليها بويد. وجدوا المئات من القطع الأثرية، وقامت ويليامز برسم معظم الاكتشافات المهمة، وكانت مزهريات في أغلب الأوقات. كان لهذا الحدث أهمية كبيرة بالنسبة إلى ويليامز، حيث كانت تكتب بشكل متكرر إلى طلابها في مدينتها الأم حول أعمال الحفر في مقدمة علم الآثار. من المفترض أن تستغرق أعمال الحفر عاماً واحداً، حيث أُجل العمل الميداني لمدة عامين، فلم تستطع ويليامز العودة مع بويد. انتهى التنقيب بعد عدة سنوات بعد اكتشاف أكثر من 60 منزلاً، وساحة مركزية وقصر صغير في المدينة.
كتب ويليامز ملحقاً عن الدراسة التي أجرتها في غورنيا. ويركز قسمها على أهمية آلهة الطبيعة في ديانة الحضارة المينوسية. كان دور الآلهة الأنثوية في جزيرة كريت نقطة محورية في الموقع، حيث كتبت ويليامز عن المعبود الأنثوي المصنوع من الطين النضيج، والذي عثر عليه في ضريح بالقرب من قمة التل في غورنيا. ادعت ويليامز أن آلهة الطبيعة الأنثى ونساء الحضارة المينوسية قد تمتعن بمكانة اجتماعية مرموقة في الثقافة المينوسية، ودعمت ادعاءاتها بالإشارة إلى الباحثة الكلاسيكية جين إلين هاريسون . من أهم أعمال ويليامز أيضاً المزهريات والأختام الحجرية. كما تلقى كتابها المنشور عام 1908 إعجاب مجتمع علماء الآثار.
تزوجت ويليامز من مستورد البساط الشرقي في مدينة بوسطن إميل فرانسيس ويليامز في عام 1904. وكان زوجها من هواة علم النبات وجامع خزف صيني. تركت ويليامز وظيفتها في مدرسة ويلر واستمرت في مراسلة بويد، التي ما زالت تعمل في جزيرة كريت وقتها. لم تعد ويليامز إلى علم الآثار بعد رحلة غورنيا الاستكشافية، لكنها ساعدت زوجها لاحقاً في تأليف كتاب سفر فرنسي وكتبت سيرة عمتها الذاتية، والتي اسمتها المربية. توفيت ويليامز في التاسع من شهر كانون الثاني عام 1936 في كامبريدج في ولاية ماساتشوستس، ولم ترزق أبداً بأطفال [3]. تلقت كلية سميث العشرات من ممتلكاتها بعد وفاتها، وكان معظمها من البرونز والخزف من الصين وكوريا. وعُرضت بعض هذه الممتلكات في متحف فوغ للفنون ومتحف الفنون الجميلة في بوسطن، ثم عُرضت في معرض سميث الفني في أواخر عام 1937 بناءً على وصيتها.